# Mrągowo (comune rurale)
Mrągowo (Sensburg fino al 1945 - Ządźbork dal 1945 al 1947) è un comune rurale polacco del distretto di Mrągowo, nel voivodato della Varmia-Masuria.
Ricopre una superficie di 294,87 km² e nel 2004 contava 7 451 abitanti.
Il capoluogo è Mrągowo, che non fa parte del territorio ma costituisce un comune a sé.